# Isak Fredrik von Heland
Isak Fredrik von Heland, född 11 juli 1801 på Rosenholm i Lannaskede socken, död 22 mars 1890 i Stockholm, var en svensk militär och ämbetsman. Han var far till Frans von Heland.
Isak Fredrik von Heland var son till överstelöjtnant Isak Vilhelm von Heland och Maria Magdalena Stéen. Han blev förare vid Södermanlands regemente 1817, fanjunkare vid Hälsinge regemente 1820, fänrik där 1821 och transporterades 1822 till Livbeväringsregementet. von Heland blev 1825 löjtnant där, 1833 kapten, 1836 tillförordnad linjechef för den optiska telegrafinrättningen i Stockholms skärgård, major 1843 och överstelöjtnant 1854. Han var intendent vid telegrafverket 1854–1867. Han var en av pionjärerna på den elektriska telegrafens område. Redan som linjechef för de optiska telegrafinrättningarna började han på 1840-talet intressera sig för den elektriska telegrafen. Hans namn är tillsammans med Anton Ludvig Fahnehjelm och Carl Fredrik Akrell ihågkommet som de som introducerade elektrisk telegrafi i Sverige.